# Pirin (distrikt)
Pirin (bulgariska: Пирин) är ett distrikt i Bulgarien.   Det ligger i kommunen Obsjtina Sandanski och regionen Blagoevgrad, i den sydvästra delen av landet, 130 km söder om huvudstaden Sofia.
I omgivningarna runt Pirin växer i huvudsak blandskog. Runt Pirin är det ganska tätbefolkat, med 93 invånare per kvadratkilometer.